# 14 de setembre
El 14 de setembre és el dos-cents cinquanta-setè dia de l'any del calendari gregorià i el dos-cents cinquanta-vuitè en els anys de traspàs. Queden 108 dies per finalitzar l'any.

## Esdeveniments
Països Catalans
- 1810 - la Bisbal d'Empordà (el Baix Empordà): hi derroten les tropes napoleòniques (Guerra del Francès).
- 1855 - Barcelona: Fundació de La Maquinista Terrestre i Marítima.[1]
- 1909 - València: Teodor Llorente és coronat poeta oficial de València, durant l'Exposició Regional Valenciana.[2]
- 1964 - Barcelona: Apareix el primer número de Tele/eXpres, primer diari d'iniciativa privada a Catalunya des de 1939, editat en castellà.[3]

Resta del món
- 1699 - Dresden (Alemanya): August II de Polònia (Confederació de Polònia i Lituània) s'alià amb Frederic IV de Dinamarca (Regne de Dinamarca i Noruega) en el Tractat de Dresden de 1699 abans de la Gran Guerra del Nord.
- 1758 - Fort Duquesne (Pittsburgh, EUA): els francesos i els seus aliats indis guanyen la batalla de Fort Duquesne durant la guerra Franco-Índia.
- 1812 - Moscou (Rússia): quan l'exèrcit de Napoleó arriba a la ciutat, aquesta es crema en l'incendi de Moscou de 1812 poc després del qual els francesos i els seus aliats han de retirar-se de l'ocupació del país perquè no tenen com aguantar l'hivern durant les guerres Napoleòniques.
- 1959 - URSS: El coet soviètic que porta la sonda Luna 2 arriba a la superfície de la Lluna.
- 1976 - Presó de Maze, Belfast, Irlanda del Nord: El pres de l'IRA Provisional Kieran Nugent inicia la protesta de la manta per reclamar ser considerat pres de guerra i no criminal comú, tal com havia previst la Special Category Status, abolida el març del mateix any. La protesta escalarà l'any 1978 a la protesta de la brutícia i perdurarà fins a l'any 1981, quan té lloc la segona vaga de fam dels presos.
- 2000 - Microsoft publica el Windows Me.
- 2015 - Livingston, Louisiana (Estats Units): Es fa primera detecció directa d'ones gravitacionals, al LIGO. L'anunci no es farà fins a l'11 de febrer del 2016.

## Naixements
Països Catalans
- 1917 - Igualada: Joan Mercader i Riba, historiador català (m. 1989).
- 1918 - Montitxelvo (la Vall d'Albaida): Joan Climent i Pascual, poeta valencià (m. 2004).
- 1923 - Portbou, Alt Empordà: Fabià Estapé i Rodríguez, economista polític, professor universitari català (m. 2012).
- 1954 - Burjassot: Maria Rosa Roca Castelló, metgessa i política valenciana.[4]
- 1963 - Palma: Antònia Real Horrach, nedadora mallorquina campiona d'Espanya.[5]
- 1986 - Barcelona: Michelle Jenner, actriu de cinema i televisió, i actriu de doblatge catalana.[6]

Resta del món
- 1486 - Colònia: Agrippa de Nettesheim, escriptor, filòsof, alquimista, cabalista, metge i ocultista, considera una figura important del feminisme de la seva època (m. 1535).
- 1580 - Madrid: Francisco de Quevedo, poeta i prosista del barroc espanyol (m. 1645).
- 1760 - Florència (llavors sota el domini de l'Imperi austríac), Itàlia: Luigi Cherubini, compositor, director d'orquestra, professor, administrador, teòric i editor musical italià, actiu a França (m. 1842).[7]
- 1769 - Alexander von Humboldt, naturalista i explorador prussià (m. 1859).[8]
- 1846 - Montsó, Cinca Mitjà: Joaquín Costa Martínez, polític, jurista, historiador i economista aragonès (m. 1911).
- 1849 - Riazan, Imperi Rus: Ivan Pàvlov, fisiòleg i psicòleg rus, Premi Nobel de Medicina o Fisiologia de 1904 (m. 1936).
- 1857 - Orange, Nova Jersey, EUAː Alice Stone Blackwell, poeta, escriptora, feminista i sufragista americana (m. 1950).[9]
- 1864 - Londres, Anglaterra: Robert Cecil of Chelwood, polític anglès, Premi Nobel de la Pau de 1937 (m. 1958).
- 1868 - Dinan, Bretanya, França: Théodore Botrel, poeta i cançoner bretó (m. 1925).
- 1885 - León, Mèxic: María Grever, compositora de música popular mexicana, autora de boleros molt coneguts (m. 1951).[10]
- 1912 - Indore: Kamala Sohonie, bioquímica índia pionera (m. 1998).[11]
- 1917 - Innsbruck (Àustria): Ettore Sottsass, arquitecte i dissenyador italià (m. 2007).
- 1920 - 
  - Paso de los Toros (Uruguai): Mario Benedetti, escriptor uruguaià (m. 2009).[12]
  - Omaha, Nebraska (EUA): Lawrence Klein, economista nord-americà, Premi Nobel d'Economia de l'any 1980 (m. 2013).
- 1926 - Mons-en-Barœul (França): Michel Butor, poeta, assagista i novel·lista francès (m. 2016).
- 1931 - Praga, Txecoslovàquia: Ivan Klíma, escriptor txec.[13]
- 1934 - Saint Paul, Estats Units: Kate Millett, feminista, escriptora, educadora i artista estatunidenca (m. 2017).[14]
- 1936 - Whiting, Indiana (EUA): Ferid Murad, farmacòleg nord-americà, Premi Nobel de Medicina o Fisiologia de l'any 1998.
- 1951 - Londres (Anglaterra): Duncan Haldane, físic americà-anglès, Premi Nobel de Física de 2016.
- 1960 - Nova York, Estats Units: Melissa Leo, actriu estatunidenca.[15]
- 1973 - Londres, Anglaterra: Andrew Lincoln, actor britànic.
- 1983 - Londres: Amy Winehouse, cantant i compositora britànica d'estil soul (m. 2011).[16]

## Necrològiques
Països Catalans
- 1776 - València: Manuel Narro Campos, compositor i organista valencià (n. 1729).
- 1936 - Granada: Paulina Ódena García, Lina, militant i dirigent comunista, heroïna de la República. (n. 1911).[17]
- 1970 - Burjassot: Maria Ros, soprano valenciana (n. 1891).[18]
- 1995 - Barcelona: Maria Matilde Almendros i Carcasona, actriu i locutora de ràdio catalana (n. 1922).[19]
- 2023 - Barcelona: Antoni Vila i Casas, empresari, divulgador de la indústria farmacèutica i mecenes català (n. 1930).

Resta del món
- 1321 - Ravenna, Estats Pontificis: Dante Alighieri, poeta florentí, autor de la Divina Comèdia (n. 1265).[20]
- 1709 - Toledo, Espanya: Luis Manuel Fernández Portocarrero, eclesiàstic i polític espanyol (n. 1635).
- 1851 - Cooperstown, Nova York (EUA): James Fenimore Cooper, escriptor estatunidenc (n. 1789).[21]
- 1852 - Kent, Anglaterra: Arthur Wellesley, 1r duc de Wellington, polític i militar britànic, Primer Ministre del Regne Unit (n. 1769).[22]
- 1901 - Buffalo, Estat de Nova York, EUA: William McKinley, president dels Estats Units, després de ser ferit 8 dies abans per l'anarquista Leon Czolgosz a l'Exposició Pan-Americana (n. 1843).[23]
- 1916 - Madrid: José Echegaray: matemàtic, enginyer, polític i escriptor espanyol, Premi Nobel de Literatura de 1904 (n. 1832).[24]
- 1927 - Niça: Isadora Duncan, ballarina i coreògrafa estatunidenca, creadora de la dansa moderna (n. 1877).[25]
- 1936 - Santa Monica, Califòrnia, Estats Units: Irving Thalberg, productor de cinema estatunidenc.
- 1972 - San Francisco, EUA: Louise Arner Boyd, exploradora americana de Groenlàndia i l'Àrtida, fotògrafa i escriptora (n. 1887).[26]
- 1982 - Montcarles, Mònaco: Grace Kelly, actriu i princesa del país, morta en accident de trànsit.[27]
- 1989 - Madrid: Pedro Urraca Rendueles, policia espanyol de l'aparell repressor del franquisme a l'exterior, conegut per ser qui va detenir i custodiar el president Lluís Companys l'agost de 1940 en territori francès per a ser extradit.
- 2005 - Los Angeles, Califòrnia, Estats Units: Robert Wise, director, productor, escenògraf i muntador de cinema estatunidenc.
- 2011 - Grünwald (Alemanya): Rudolf Mößbauer, físic alemany, Premi Nobel de Física de l'any 1961 (n. 1929).

- 2015 - Moscou: Yuri Afanassiev, polític soviètic.[28]
- 2019 - Londres: Jean Heywood, actriu anglesa (n. 1921).[29]
- 2022 - Chiliomodi, Corint: Irene Papas, actriu de cinema i teatre i cantant grega.[30]

## Festes i commemoracions
- Santoral: sants Matern de Colònia, bisbe; Albert de Jerusalem, màrtir, cofundador de l'Orde de la Mare de Déu del Carmel; venerable Maria Celeste Crostarosa, fundadora de les Monges Redemptoristes; Crescenci de Roma, màrtir; Crescenci de Tortosa, cos sant venerat a la Catedral de Tortosa. Antiga data de l'Exaltació de la Santa Creu, dia en què es va trobar la creu original de Jesucrist.